# Obernfeld
Obernfeld es un municipio situado en el distrito de Gotinga, en el estado federado de Baja Sajonia (Alemania). Tiene una población estimada, a fines de 2020, de 916 habitantes
Está ubicado a poca distancia al norte de la frontera con el estado de Turingia.